# I profughi di Parga
I profughi di Parga, anche noto come Gli abitanti di Parga che abbandonano la loro patria, è un quadro del pittore italiano Francesco Hayez, realizzato con la tecnica dell'olio su tela nel 1831. Le sue dimensioni sono di 201 × 290 centimetri. Con questo quadro di grandi dimensioni, Hayez volle tradurre in pittura il destino dei profughi della città greca di Parga, ceduta dagli inglesi all'impero ottomano nell'anno 1819, trasformando l'esilio in un dipinto di denuncia senza tempo. È conservato nella Pinacoteca Tosio Martinengo, a Brescia.

## Descrizione
Quest'opera di grandi dimensioni si ispira a un poemetto omonimo scritto da Giovanni Berchet nel 1823 e basato su un evento storico avvenuto pochi anni prima, nel 1819. Fino a quel momento, la città di Parga, situata lungo la costa dell'Epiro, tra Igumenizza e Prevesa, era stata un protettorato britannico, ma nel 1819 gli inglesi decisero di cederla all'impero ottomano durante delle trattative per il controllo delle vicine isole Ionie. Gli abitanti della città, pur di non vivere sottomessi dai turchi, decisero di fuggire, migrando verso altre isole greche, come Cefalonia e Corfù.
L'opera ritrae i pargarioti che si apprestano a lasciare la loro terra. Alcuni guardano tristemente le loro case in lontananza, situate sul promontorio sullo sfondo, mentre altri osservano gli occupanti ottomani che stanno per entrare nella loro patria. In primo piano si trova un gruppo di uomini e di donne dagli abiti tradizionali realizzati meticolosamente, mentre per terra si trovano due donne: una è seduta davanti a un teschio e guarda lo spettatore, mentre l'altra sta raccogliendo della sabbia dorata della spiaggia di Valtos per portarla con sé durante l'esilio. In basso a destra si trovano degli altri greci che aspettano di imbarcarsi per fuggire. A dividere queste due parti dell'opera è la figura di un sacerdote ortodosso (riconoscibile dall'abito nero e dal copricapo) raffigurato mentre prega, a simboleggiare come la fede di questi greci non sia crollata neppure di fronte a un evento tale.
Quando il quadro venne realizzato, l'Italia non era ancora una nazione unita, ma era divisa in vari stati regionali al Centro e nel Mezzogiorno ed era sotto il controllo dell'impero asburgico nel Nord. In epoca risorgimentale gli scrittori e gli artisti cercarono di esaltare e valorizzare le tradizioni degli italiani attraverso delle opere che li ispirassero a combattere per cercare di unire la penisola in un'unica entità statale. Pertanto, questo quadro poteva essere letto in un'ottica tale da assimilare i pargarioti, costretti a lasciare la loro patria a causa dell'occupazione nemica, agli italiani che vivevano sotto l'occupazione austriaca in Lombardia e in Veneto.